# Pompertuzat
Pompertuzat ist eine französische Gemeinde mit 2203 Einwohnern (Stand: 1. Januar 2022) im Département Haute-Garonne in der Region Okzitanien. Sie gehört zum Arrondissement Toulouse und zum Kanton Escalquens. Die Einwohner werden Pompertuzien(ne)s genannt.

## Geographie
Pompertuzat liegt etwa 13 Kilometer südöstlich von Toulouse in der Landschaft Lauragais am Canal du Midi. Der Hers markiert die nordöstliche Gemeindegrenze. Umgeben wird Pompertuzat von den Nachbargemeinden Péchabou im Nordwesten und Norden, Escalquens im Norden, Belberaud im Nordosten und Osten, Deyme im Osten und Südosten, Corronsac im Süden und Südwesten, Rebigue im Westen sowie Castanet-Tolosan im Westen und Nordwesten.
Durch die Gemeinde führen die Autoroute A61 und die frühere Route nationale 113 (heutige D813).

## Bevölkerungsentwicklung
| Jahr                       | 1962 | 1968 | 1975 | 1982 | 1990 | 1999 | 2006 | 2012 | 2020 |
| Einwohner                  | 275  | 342  | 587  | 699  | 821  | 1208 | 1815 | 2064 | 2298 |
| Quellen: Cassini und INSEE |      |      |      |      |      |      |      |      |      |

## Sehenswürdigkeiten
- Kirche Saint-André aus dem 16. Jahrhundert
- Taubenturm aus dem 17. Jahrhundert
- Kanalbrücke von Deyme aus dem 17. Jahrhundert, Monument historique

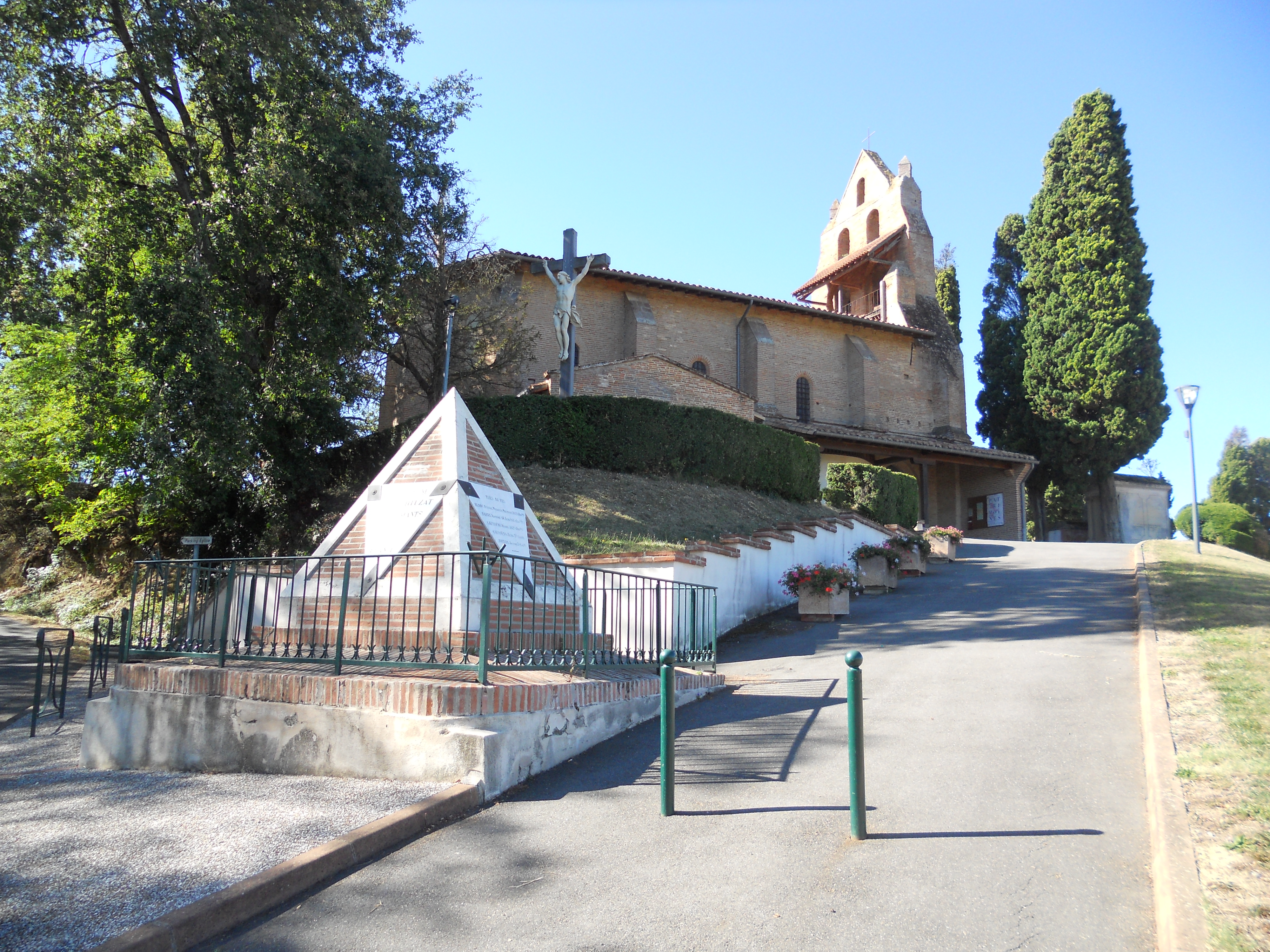
Kirche Saint-André
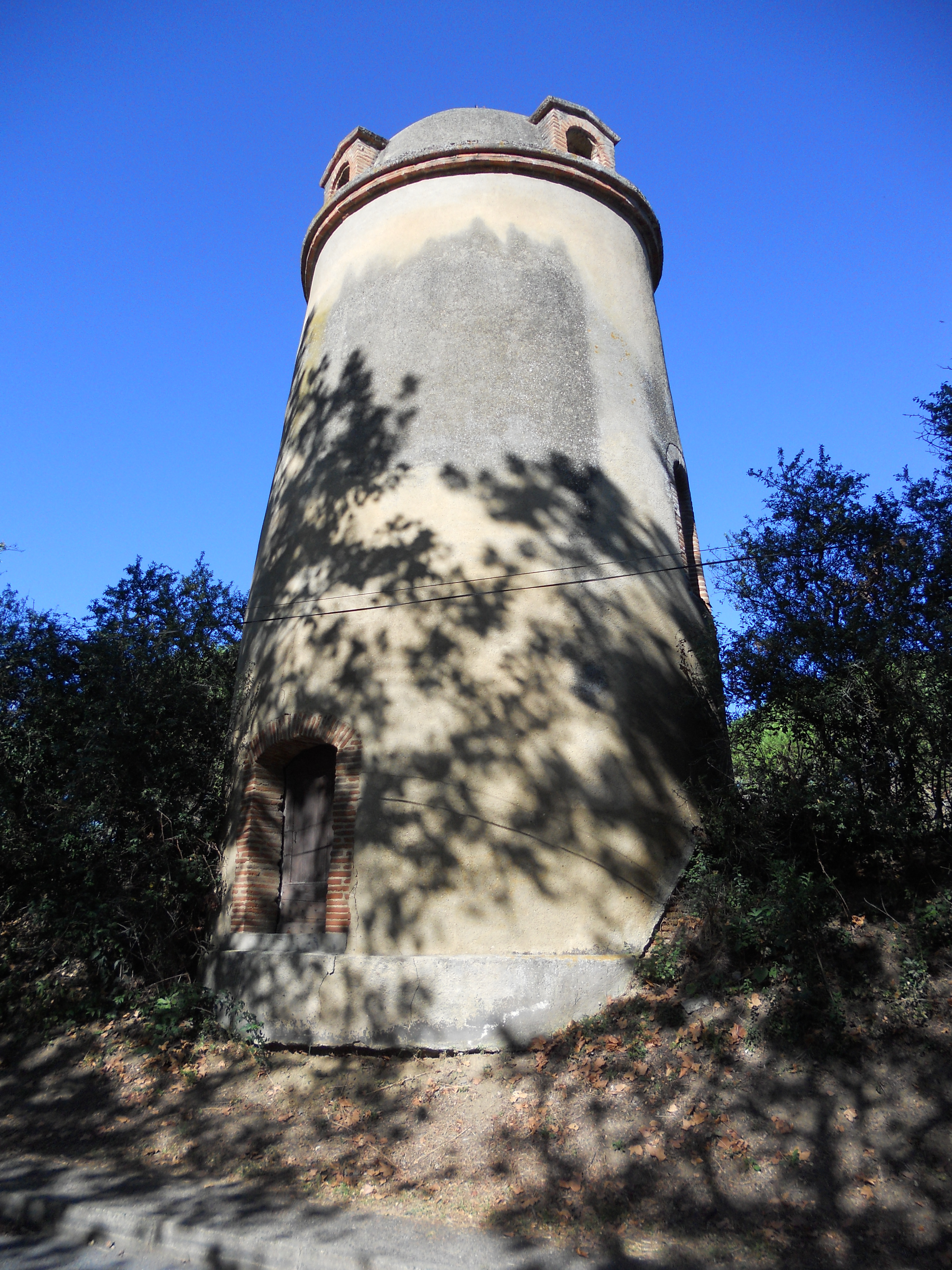
Taubenturm
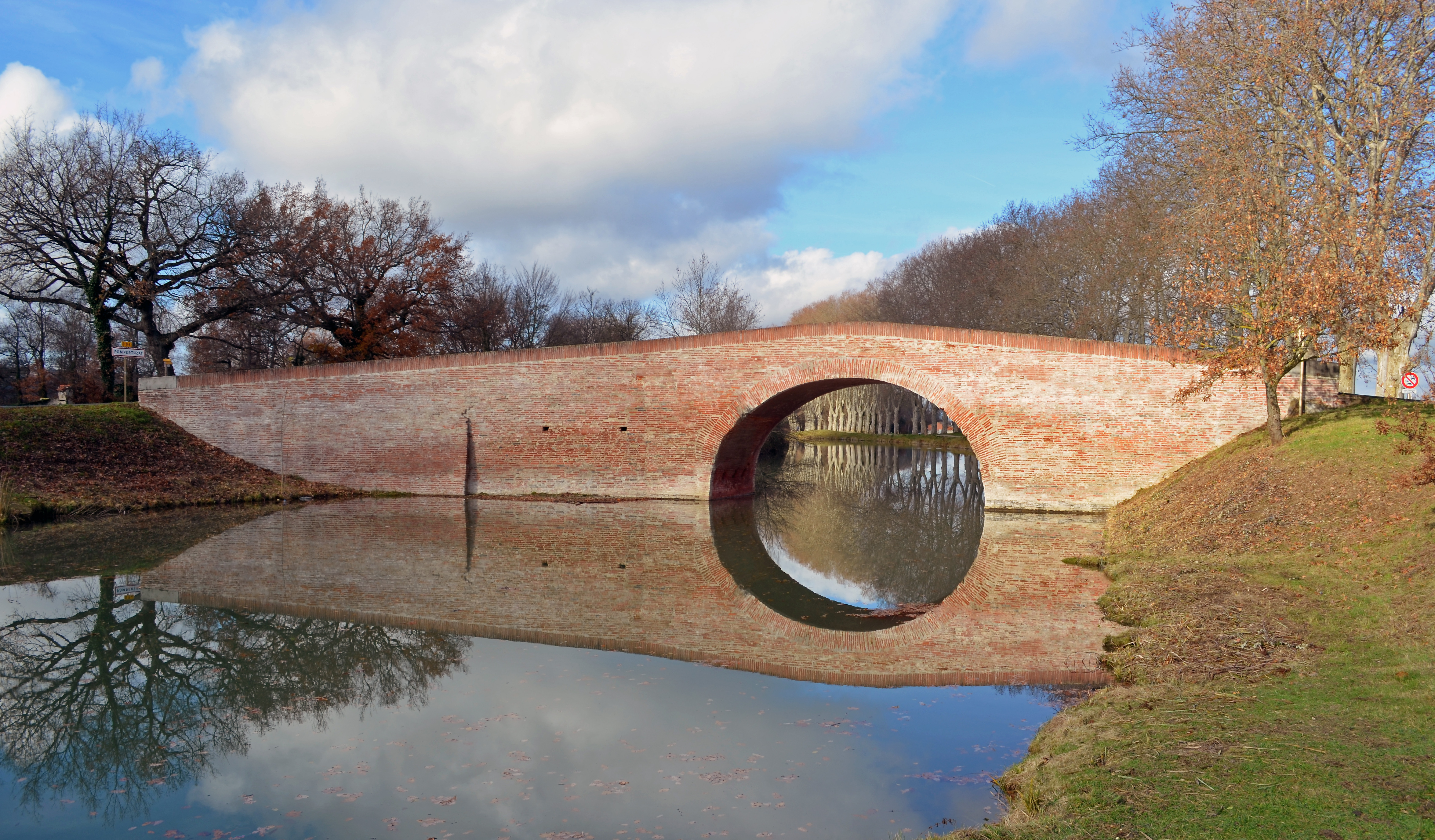
Brücke von Deyme

## Persönlichkeiten
- Jane Dieulafoy (1851–1916),  Archäologin
- Marcel Dieulafoy (1844–1920), Archäologe und 1900–1919 Bürgermeister von Pompertuzat